# Grigorjewskoje (Kraj Permski)
Grigorjewskoje (ros. Григорьевское) – wieś (sieło) w Rosji, w Kraju Permskim, w rejonie nytwieńskim. W 2010 liczyła 1561 mieszkańców.